# Lom Bučník

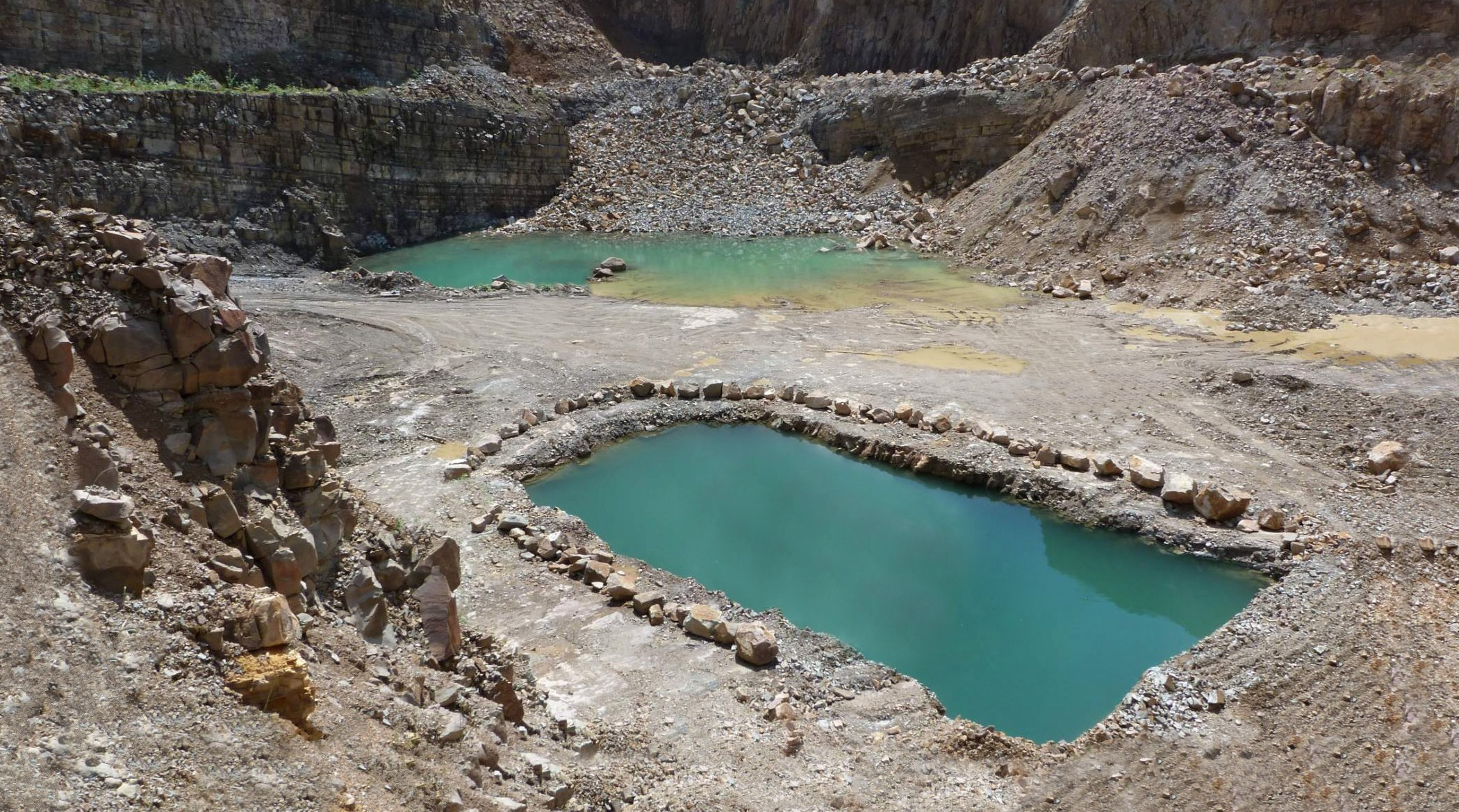
Pohled na jezero na dně kamenolomu Bučník

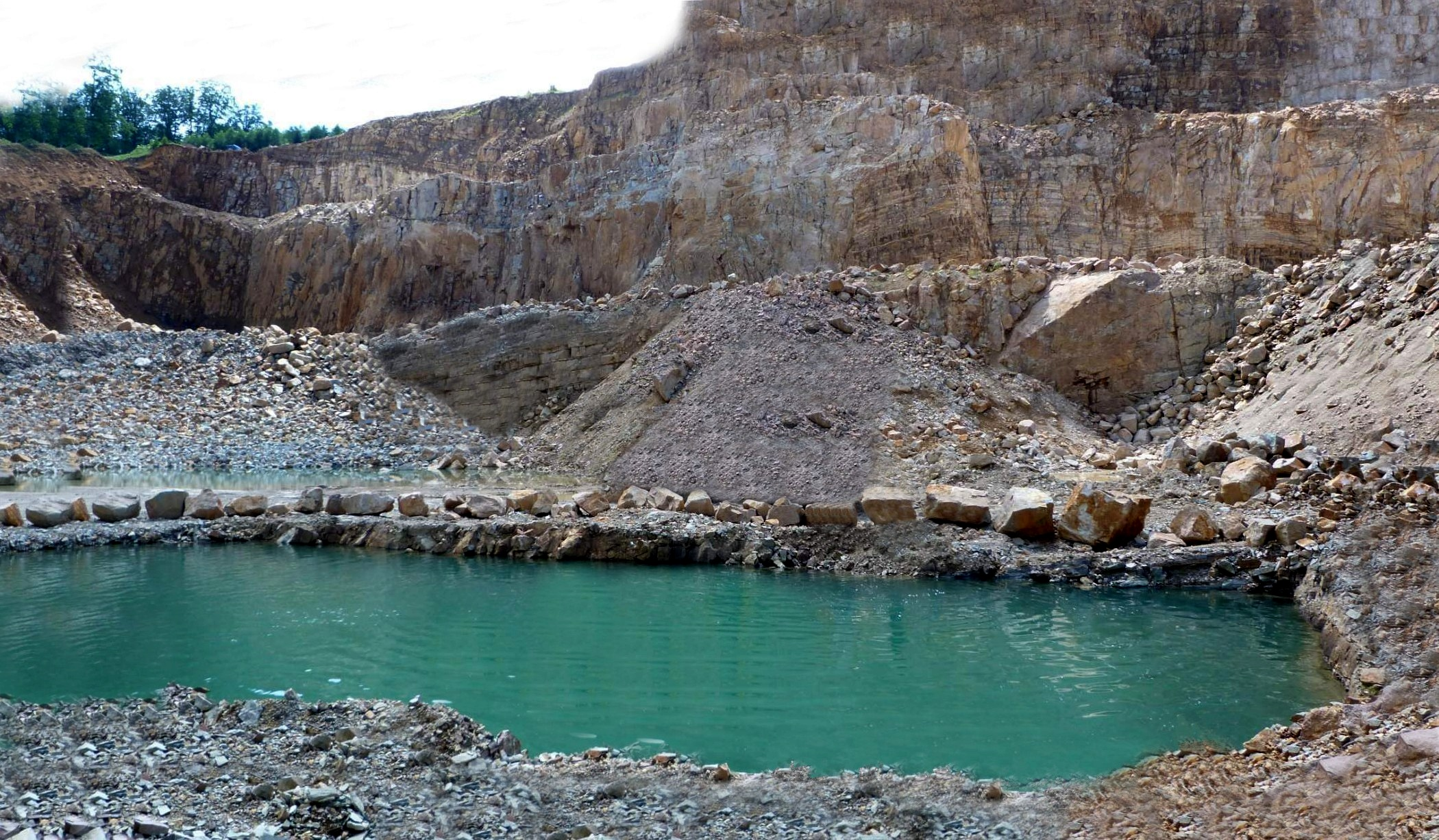
Pohled do kamenolomu Bučník s jezerem na dně lomu

Lom Bučník (někdy též kamenolom Bučník, komňanský lom, komnanský lom, komenský lom) je lom, který se nachází v nadmořské výšce 474 metrů asi 2 km vzdušnou čarou jihojihozápadním směrem od středu obce Komňa a asi 2 km vzdušnou čarou východním směrem od centra obce Bystřice pod Lopeníkem. Tento veřejnosti nepřístupný andezitový lom je geologicky významnou moravskou lokalitou rozkládající se ve střední části CHKO Bílé Karpaty. Výskytem více než 60 druhů minerálů se lom Bučník řadí mezi nejbohatší naleziště nerostů v České republice.

## Podrobněji
Velký dvouetážový stěnový kamenolom byl založen v sopečném tělese kopce Bučník (kóta 555 m nad mořem) nad obcí Komňa, je obklopen hustým lesem a z obce není viditelný. K lomu vede asfaltová účelová komunikace odbočující z mezinárodní silnice E50. Odbočka z E50 k lomu Bučník se nachází asi 700 metrů jihozápadním směrem od motorestu Rasová–Nový Dvůr. Lom byl otevřen v roce 1951 a s přestávkami je využíván pro povrchovou těžbu a zpracování stavebního kamene (tj. těžba, vrtání, odstřel, bagrování, třídění drcení a doprava) s celkovou projektovanou těžební kapacitou vyšší než 25 kubických metrů materiálu za den.

### Geologický popis

#### Magurský příkrov
Geologicky je lom Bučník vetknut do tzv. magurského příkrovu, který je převážně vytvořen z pravidelně se střídajících vrstev různých typů pískovců (psamity) a různých typů jílovců (pelity). Do těchto sedimentů magurského příkrovu pronikly v minulosti neovulkanické horniny a vytvořily zde následně tělesa subvulkanických hornin, která jsou rozmístěna v oblasti Bánov – Komňa – Bojkovice. Tato tělesa se vyskytují ve formě žil (ložních nebo pravých) přičemž to největší těleso se nachází jižně od Nezdenic v pruhu o šířce 200 metrů a délce 1,5 km. Vrch Valy (470 m nad mořem), nacházející se přibližně uprostřed spojnice mezi Nezednicemi a Komňou, a vrch Bučník (555 m nad mořem) nad lomem jsou výsledkem eroze, která obnažila některé partie těchto těles. Neovulkanity z této oblasti uherskobrodska jsou zásaditého charakteru (vysoký obsah oxidu draselného – K2O).

#### Flyše, andezit, latit
V lomu jsou těženy jednak flyšové horniny (sedimenty pískovců a jílů), ale hlavně andezit (respektive trachyandezit), který se zde vyskytuje ve dvou subhorizontálních ložních žilách (mocnost větší z žil je asi 20 metrů) doprovázených několika drobnějšími žilami.
V dutinách andezitových žil byly nalezeny různé formy křemičitanů (silikátů), karbonátů (uhličitanů) a hlinitokřemičitých minerálů s mikroporézní strukturu (zeolitů).

Andezit, trachyandezit, zeolit (ilustrační fotografie)
andezit
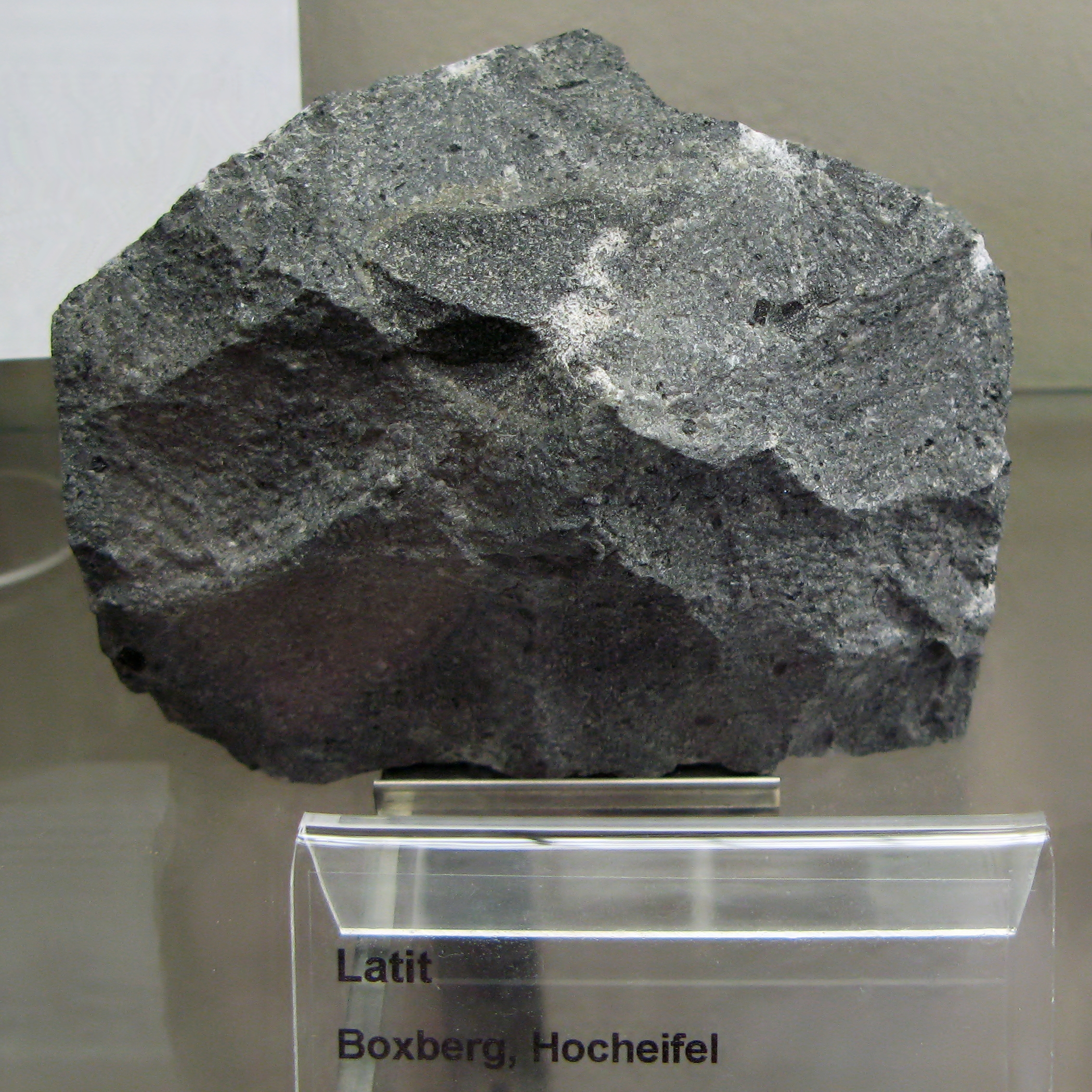
trachyandezit (latit)
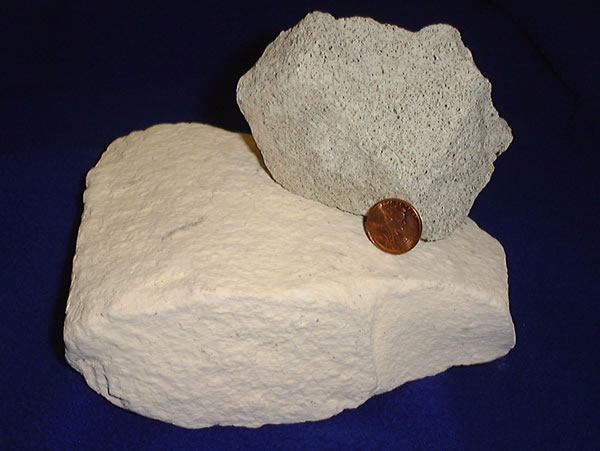
zeolit

#### Doprovodné minerály
Při těžbě andezitu (v severní části lomu) byly (v šířce 3 až 5 metrů) objeveny žilky (mocnost max. do 0,1 m) se silným polymetalickým (železo, zinek, olovo, arsen) zrudněním. Tyto žilky jsou tvořeny křemenem (SiO2), karbonáty (uhličitany) a malým množstvím sulfidů (sirníků) – hlavně pyritem (FeS2), markazitem (FeS2), galenitem (PbS) a sfaleritem (ZnS). Z těchto žilek pak sekundárně vznikl cerusit (PbCO3); wulfenit (PbMoO4) a skorodit (Fe3+[AsO4]·2H2O).
Na rudních žilách v lomu Bučník byl poprvé na Moravě a ve Slezsku objeven cinabarit (HgS) a metacinabarit a lom je také jediným nalezištěm hawleyitu (CdS) v České republice.

Doprovodné minerály (ilustrační fotografie)
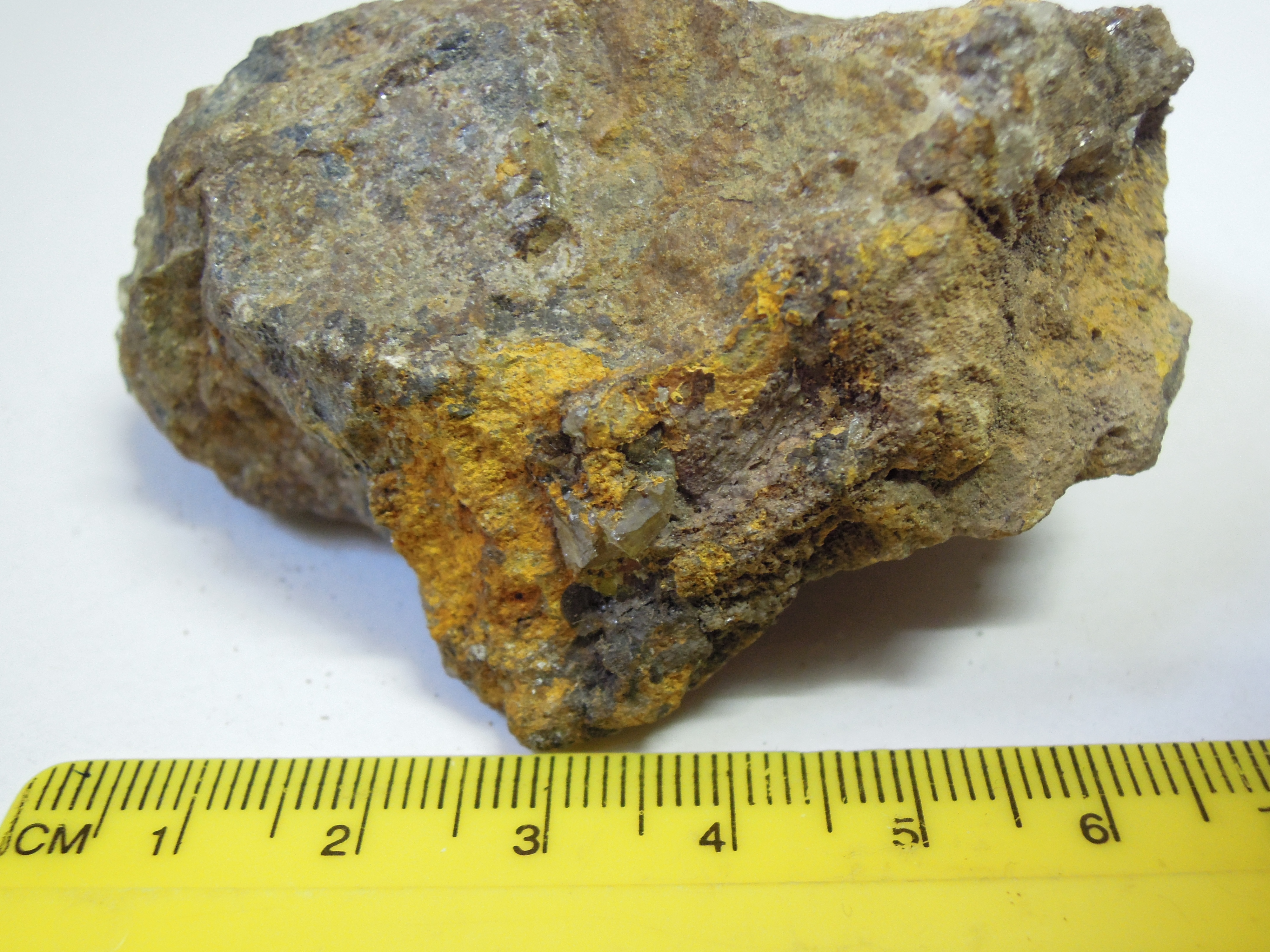
cerusit
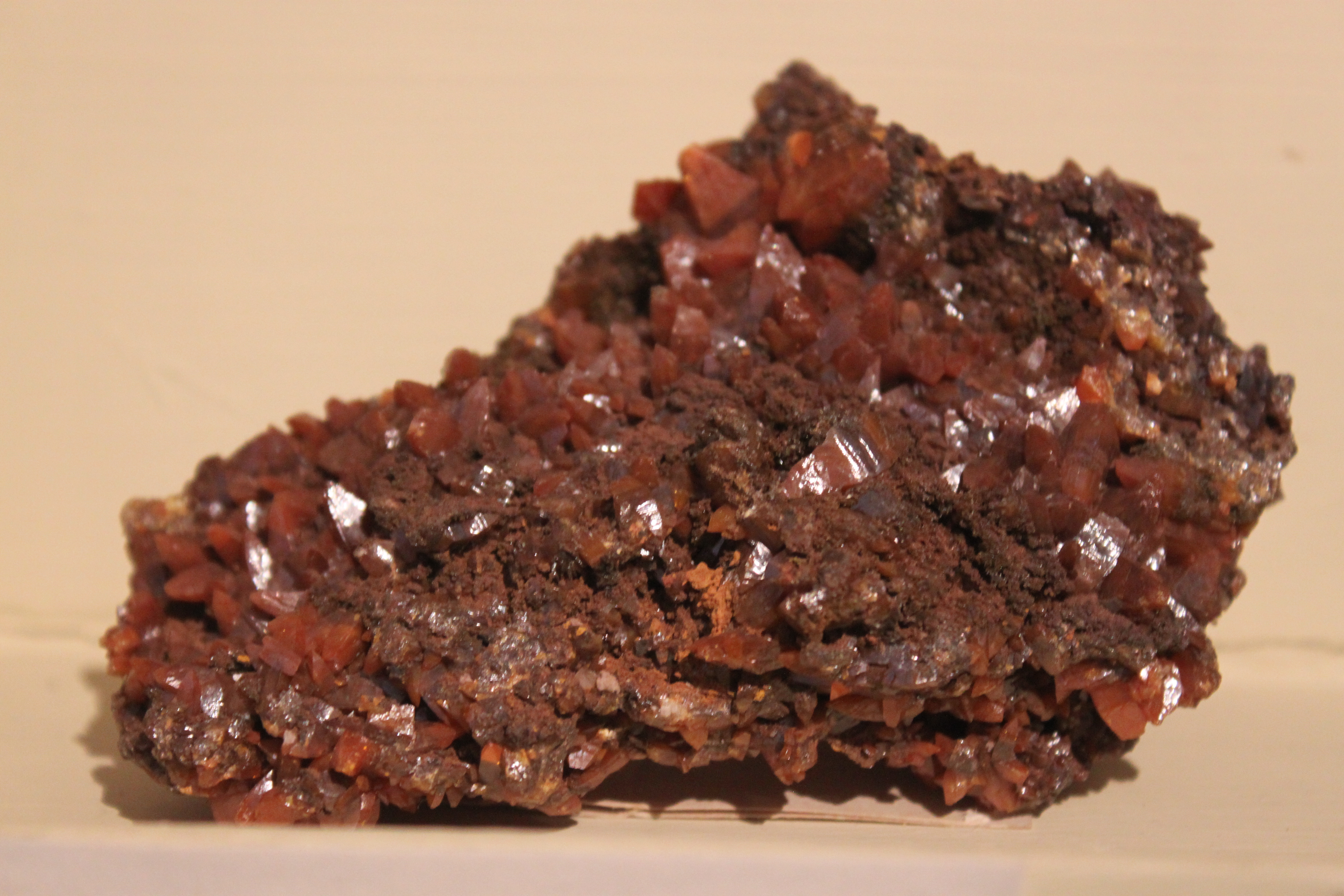
wulfenit
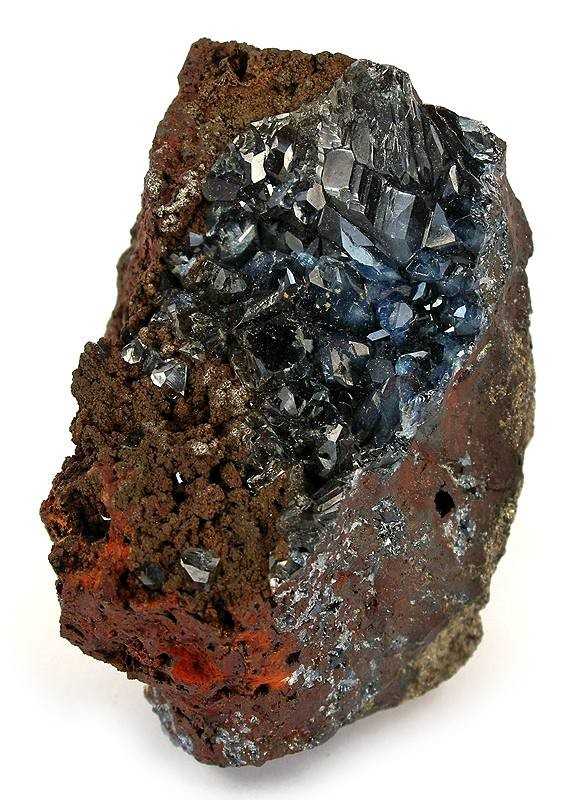
skorodit
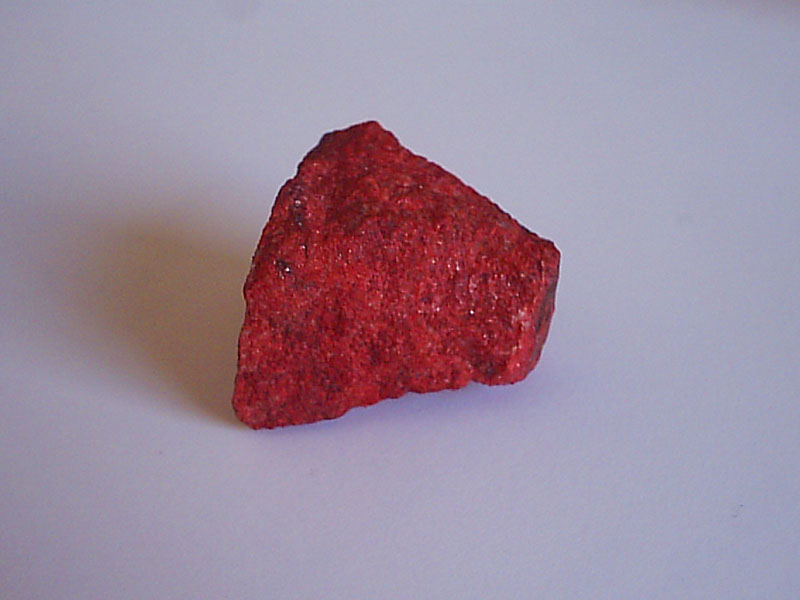
cinabarit
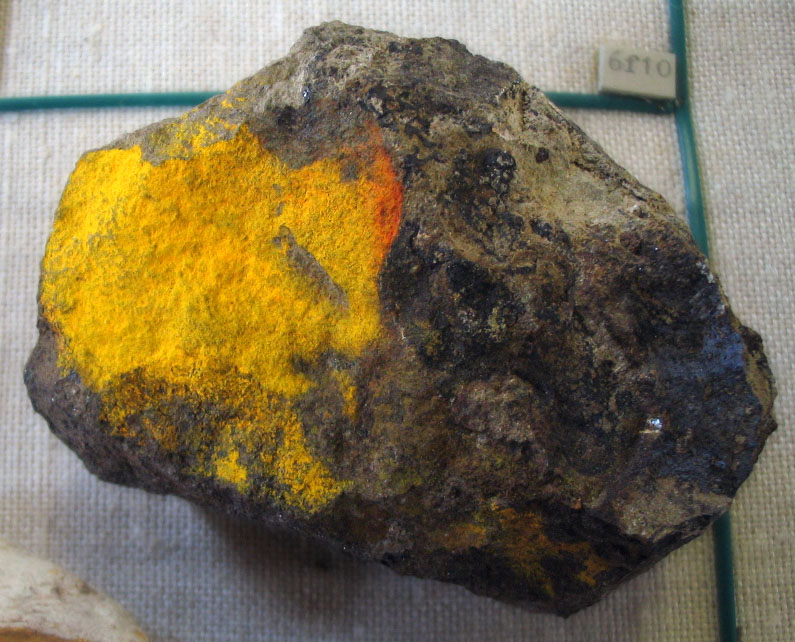
hawleyit

#### Porcelanit a kvarcit
Ve spodní levé části lomové etáže byly nalezeny moravské porcelanity (s příměsí pyritu), v horní části lomu pak tvrdý a křehký křemenec (kvarcit).
- Porcelánový jaspis (porcelanit) vzniká tepelnou přeměnou jílovitých břidlic a slínitých hornin  – při kontaktu jílu se žhavým magmatem. Porcelanit má různé zbarvení (červená, hnědočervená, hnědá, namodrale šedá, oranžová a žlutá barva) a matný skelný (skoro voskový) lesk a je využíván ve šperkařství.[2] V lomu Bučník jsou těženy čerstvé, pevné, velmi jemnozrnné porcelanity s příznivou kusovitostí. Vyznačují se šedým, šedozeleným, olivově zeleným, čokoládově hnědým, okrově žlutým, nafialovělým až černým zbarvením.[p. 2]
- Kvarcity vznikají regionální metamorfózou (vypálením) pískovcových sedimentů: pískovců či slepenců.[1]

Porcelanit a kvarcit (ilustrační fotografie)
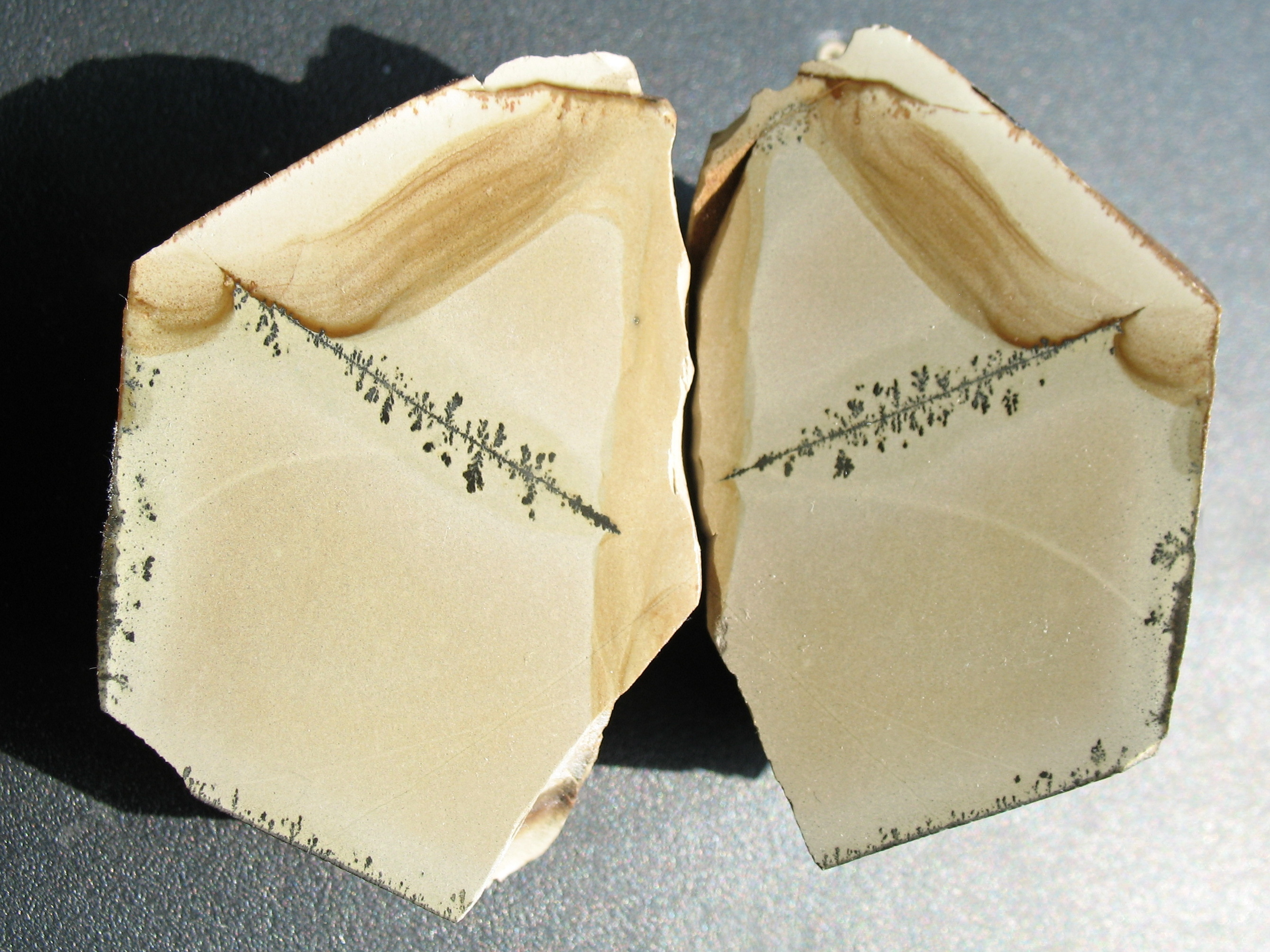
Porcelanit z lomu Bučník
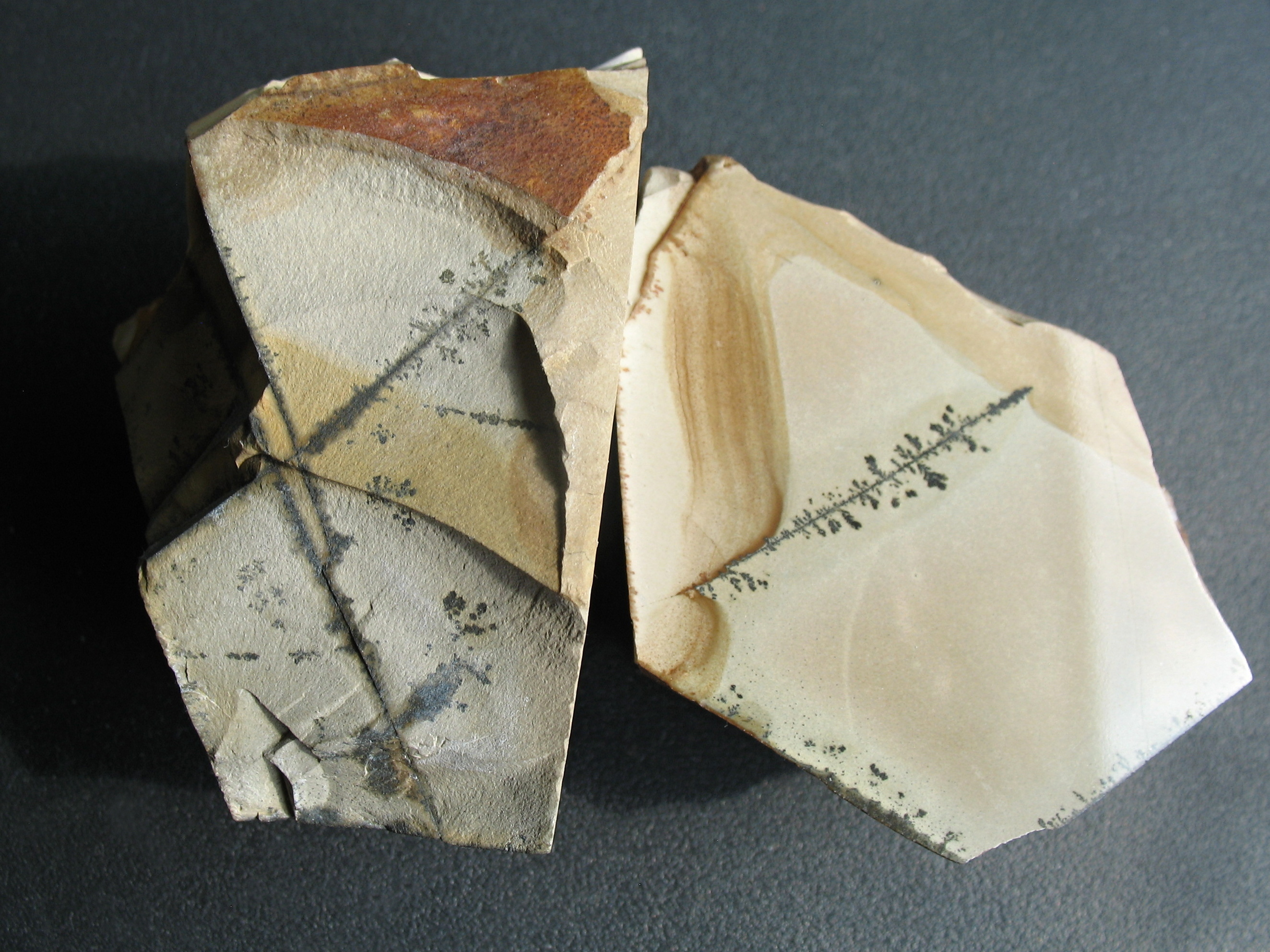
Porcelanit z lomu Bučník
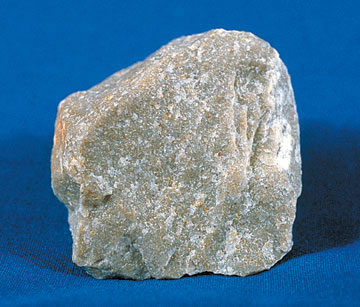
Kvarcit neboli křemenec